# 鮎川いずみ
鮎川 いずみ（あゆかわ いずみ、1951年（昭和26年）3月8日 - ）は、日本の実業家。本名：玉尾 千枝（たまお ちえ）。旧姓：加藤。別名義は「鮎川 いづみ」。
昭和時代中期から平成時代前期まで芸能界で俳優や歌手として活動していた。「必殺シリーズ」で『何でも屋の加代』を演じた事で知られる。
芸能界引退後は実業家へ転身した。

## 人物
東京都港区榎坂町（現・赤坂1丁目）出身。
1967年（昭和42年）、『また会う日まで 恋人の泉』に出演し、芸能界入り。1968年（昭和43年）にはミス宝くじ・幸運の女神のメンバーとなって活躍。
当初の芸名は名がいづみだった。デビュー作となった映画を制作した松竹のスタッフに「鮎川」は良い画数だからと勧められ、これに『恋人の泉』の泉を合わせた。
その後、占い師から「総画数が良くない。」と言われ、でも今更名前は変えたくないという思いもあったことで、1980年（昭和55年）にいずみに改め、朝日放送の金曜日の看板番組として長らく親しまれた『必殺シリーズ』、『ザ・ハングマンシリーズ』をはじめ、テレビ番組を中心に活躍。1982年（昭和57年）に放送された『必殺仕事人III』ではテーマソング「冬の花」も歌い日本有線大賞新人賞を受賞した。「冬の花」は20万枚近い売上を記録した。
『大岡越前』の準レギュラーだった1992年（平成4年）、プライベートで事故に遭い、足を骨折して3ヶ月入院し途中降板。その後、突如芸能界を引退した。演技に関しては努力しなかったわけではなく、むしろ相当な努力をしていたのだが、後に本人がインタビューで語ったところによれば「自分は芝居が下手だって気持ちがどこかにあって、芸能界には向かないと思い、決心をした。」とのこと。

### ビジネスへ転身
その後広告代理店を経営するかたわら、1995年（平成7年）には野村総合研究所元・専務の「玉尾 豊光」と再婚。また2004年（平成16年）より化粧品「rich-lamella（リッチ・ラメラ）」を立ち上げる。芸能界は完全に引退したが、かつての『必殺シリーズ』の取材には応じている。
2024年（令和6年）現在、鮎川本人と立ち上げた「rich-lamella（リッチ・ラメラ）」の販売先である「Amazon.co.jp」のリンクが切れたままになっており、目下明確な動向は不明である。

## 出演

### 映画
- また逢う日まで 恋人の泉（1967年、松竹）
- 恋人と呼んでみたい（1968年、日活）
- 制服の胸のここには（1971年、東宝）
- 子連れ狼 三途の川の乳母車（1972年、東宝）
- 昭和残侠伝 破れ傘（1972年、東映）
- 俺は田舎のプレスリー（1978年、松竹）
- 水戸黄門（1978年、東映）

- 劇場版必殺シリーズ
  - 必殺! THE HISSATSU（1984年、松竹）　※ クレジットの役名表記は「なんでも屋の加代」。
  - 必殺! ブラウン館の怪物たち（1985年、松竹）
  - 必殺! III 裏か表か（1986年、松竹）　※ クレジットの役名表記は「何んでも屋の加代」。

### テレビ映画
- てなもんや三度笠 296話「四日市暮色」（1967年12月31日、ABC） - 武家娘 香織
- 日本剣客伝 第3話「上泉伊勢守」（1968年、NET / 東映） - 於宮
- バンパイヤ 第14話「立ち上れトッペイ」（1968年、CX / 虫プロ商事） - 外村真由
- 五人の野武士 第12話「十三人の盗賊」（1968年、NTV / 三船プロ） - しづ
- 開化探偵帳（1968年、NHK）
- 東京コンバット 第29話「その女を捜せ!」（1969年、CX、東宝）
- 水戸黄門（TBS / C.A.L）
  - 第1部 第4話「消えた花嫁 -三島-」（1969年8月25日） - 照姫
  - 第3部
    - 第13話「死をかけた願い -桑名-」（1972年2月21日） - おはな
    - 第23話「仇討ち博多人形 -博多-」（1972年5月1日） - 小袖

  - 第4部
    - 第2話「天狗馬鹿 -忍-」（1973年1月29日） - 早苗
    - 第12話「なまはげ様のお通りだ! -秋田-」（1973年4月9日） - 八重
    - 第26話「黄金の誘惑 -白石-」（1973年7月16日） - 奈津江

  - 第6部 第16話「讃岐うどんは恋の味 -高松-」（1975年7月14日） - お美代
  - 第7部 第30話「おふくろさまは山びこ -上田-」（1976年12月13日） - おいち
  - 第8部 第25話「初春博多囃子 -博多-」（1978年1月2日） - 踊子・小倉
  - 第12部 第24話「白いお髯の大親分 -追分-」（1982年2月8日） - おさよ
  - 第18部 第10話「仇討ち木曽節仁義 -木曽福島-」（1988年11月14日） - お流
  - 第20部 第10話「悪を裁いた仇討ち芝居 -姫路-」（1991年1月14日） - 歌川粂八
  - 第21部 第12話「無念晴らした夢芝居 -人吉-」（1992年6月22日） - 水木京弥
- 右門捕物帖 第7話「無礼討ち」（1969年、NTV）-かおり
- 見合い恋愛 (1969年、NTV）
- ある美人の一生（1969年、CX）
- 姿三四郎（1970年、NTV）
- ライオン奥様劇場「続・下町育ち」（1970年、CX /NMC） - 美沙子
- 星の夜のテラス（1970年、NHK）
- 大岡越前（TBS / C.A.L）
  - 第1部 第3話「謎の父子鶴」（1970年3月30日） - きぬ
  - 第3部 第9話「盗つ人仁義」（1972年8月7日） - お笛
  - 第4部 第21話「情は人のためならず」（1975年2月24日） - おせつ
  - 第11部 第26話「めでためでたの大岡裁き」（1990年10月15日） - 由美
  - 第13部（1992年 - 1993年） - お蓮
- 江戸川乱歩シリーズ 明智小五郎 第24話「拝啓地下帝国殿下」（1970年、12ch / 東映）
- お荷物小荷物（1970年、ABC）
- だいこんの花 第1シリーズ（1970年、NET）
- 大忠臣蔵（1971年、NET / 三船プロ） - おつや
- おちゃの子さいさい（1971年、CX）
- 江戸巷談 花の日本橋（1971年、KTV / 東映） - 弥生
  - 第11話「丹下左膳と櫛巻きお藤」
  - 第12話「女が惚れた暴れん坊」
- 大江戸捜査網（12ch / 日活〜三船プロ）
  - 第25話「元禄ぐれん隊」（1971年） - おまさ　
  - 第147話「過去を秘めた謎の女」（1974年） - おけい
  - 第216話「音次郎 心中未遂」（1975年） - 小春
  - 第265話「殺し屋と少年」（1976年） - おさよ
- 軍兵衛目安箱 第8話「見知らぬ男の夜」（1971年、NET / 東映） - おはる
- おらんだ左近事件帖 第2話「尾張から来た男」（1971年、CX / 東宝） - 志保
- 弥次喜多隠密道中 第21話「幻の名刀」（1972年、NTV / 歌舞伎座テレビ室）
- 二人の素浪人 第2話「死を賭けた姉弟」（1972年、CX / 東映） - 利恵
- 飛び出せ!青春 第31話「ともに歩こう明日に向かって!!」（1972年、NTV / 東宝） - 高見の姉
- 銭形平次（CX / 東映）
  - 第364話「泣くな八五郎」（1973年） - お照
  - 第597話「謝り八州」（1977年） - お糸
  - 第636話「ひとつぶの涙」（1978年） - おゆき
  - 第656話「噂の娘」（1979年） - お新
  - 第695話「必死の逃亡」（1979年） - おつゆ
  - 第720話「消えぬ傷あと」（1980年） - お美代
- 剣客商売 第7話「雨の鈴鹿川」（1973年、CX / 東宝 / 俳優座） - 天野千代
- 黄色いトマト（1973年、NET） - 香織
- 必殺シリーズ（ABC / 松竹）
  - 必殺仕置人 第10話「ぬの地ぬす人ぬれば色」（1973年） - ゆき
  - 助け人走る 第16話「掏摸大一家」（1973年） - およう
  - 必殺からくり人・血風編 第8話「悲恋を葬る紅い涙」（1976年） - お栄
  - 新・必殺仕置人 第38話「迷信無用」（1977年） - おもん
  - 新・必殺からくり人 第7話「東海道五十三次殺し旅 荒井」（1977年） - お志ま
  - 江戸プロフェッショナル・必殺商売人（1978年） - 秀英尼
  - 翔べ! 必殺うらごろし（1978年） - おねむ
  - 必殺仕事人（1979年） - 加代
    - 新・必殺仕事人（1981年）
    - 必殺仕事人III（1982年）
    - 必殺仕事人IV（1983年）
    - 必殺仕事人V（1985年）
    - 必殺仕事人V・激闘編（1985年）

  - （スペシャル版）
    -       - 特別編必殺仕事人 恐怖の大仕事 水戸・尾張・紀伊（1981年）
      - 必殺シリーズ10周年記念スペシャル 仕事人大集合（1982年）
      - (秘) 必殺現代版 主水の子孫が京都に現われた 仕事人vs暴走族（1982年）
      - 年忘れ必殺スペシャル 仕事人アヘン戦争へ行く 翔べ!熱気球よ香港へ（1983年）
      - 必殺仕事人意外伝 主水、第七騎兵隊と闘う 大利根ウエスタン月夜（1985年）
      - 必殺仕事人ワイド 大老殺し 下田港の殺し技珍プレー好プレー（1987年）
      - 必殺ワイド・新春 久しぶり!主水、夢の初仕事 悪人チェック!!（1988年）
      - お待たせ必殺ワイド 仕事人vs秘拳三日殺し軍団 主水、競馬で大穴を狙う!?（1988年）
      - 必殺スペシャル・新春 決定版!大奥、春日野局の秘密 主水、露天風呂で初仕事（1989年）
      - 必殺スペシャル・春一番 仕事人、京都へ行く 闇討人の謎の首領!（1989年）
      - 必殺スペシャル・秋 仕事人vs仕事人 徳川内閣大ゆれ! 主水にマドンナ（1989年）
      - 必殺スペシャル・新春 大暴れ仕事人! 横浜異人屋敷の決闘（1990年）
      - 必殺スペシャル・春 勢ぞろい仕事人! 春雨じゃ、悪人退治（1990年）
      - 必殺スペシャル・秋! 仕事人vsオール江戸警察（1990年）
- 江戸を斬る（TBS / C.A.L）
  - 江戸を斬る 梓右近隠密帳（1973年） - 芸者・お艶
  - 江戸を斬るII 第19話「桜吹雪が闇に舞う」（1976年） - 小夜衣
  - 江戸を斬るIII 第2話「狼たちの掟」（1977年） - おぬい
  - 江戸を斬るV 第15話「唐人形浮世絵地獄」（1980年） - お冬
  - 江戸を斬るVII（1987年） - 小料理屋の「ひさご」女将・お仙
- 伝七捕物帳（NTV / ユニオン映画）
  - 第1話「母恋い太鼓」（1973年） - お久
  - 第27話「幼なじみに賭けた意地」（1974年） - お島
  - 第144話「男一匹度胸が御座る」（1977年） - 小よし
- 唖侍鬼一法眼 第4話「六道地獄橋」（1973年、NTV）
- ご存じ金さん捕物帳 第2話「恋ごころ出世纏」（1974年、NET / 東映）
- 右門捕物帖 第26話「人質」（1974年、NET / 東映）
- 子連れ狼（1974年、NTV / ユニオン映画）第2部第23話「生前香典」‐ 絹
- 非情のライセンス 第2シリーズ（NET / 東映）
  - 第21話「兇悪の白い花」（1975年） - 窪川恵子
  - 第50話「兇悪の金」（1975年） - 牧小枝子
  - 第112話「島原哀歌」（1976年） - 砂田マキ
- 大河ドラマ / 元禄太平記（1975年、NHK） - お艶
- Gメン'75 第14話「マフィアの招待旅行」（1975年、TBS / 東映） - 宮口夏子
- 太陽にほえろ! 第184話「アリバイ」（1976年、NTV / 東宝） - 小林冴子
- お耳役秘帳 （1976年、KTV / 歌舞伎座テレビ）
  - 第9話「聞くか聞かぬか女のお耳」 - お弓
  - 第23話「くの一地獄変」 - おわか
- 遠山の金さん（NET→ANB / 東映）
  - 第1シリーズ 
    - 第37話「海鳴りを抱く女」（1976年） -おとよ
    - 第54話「殺しを呼んだ千社札」（1976年）-おふじ
    - 第72話「罠にすがった女」（1977年） -お直

  - 第2シリーズ 第25話「殺しに愛を賭けた女」（1979年） - おせん
- 人魚亭異聞 無法街の素浪人 第16話「硝煙の市街戦」（1976年、NET / 三船プロ） - 雪江
- 隠し目付参上 第22話「時々刻々! 危うし左吉は切腹か」（1976年、MBS / 三船プロ） - お絹
- 人形佐七捕物帳 第25話「喉笛を突く美女」（1977年、ANB / 東映） - 志乃
- ムー 第9話　（1977年、TBS） - 千代丸
- ムー一族　（1978年、TBS）
- 新・木枯し紋次郎 第4話「雷神が二度吼えた」（1977年、12ch / C.A.L） - お里
- 長七郎天下ご免! 第2話「誘拐! おさよ危機一髪」（1979年、ANB / 東映） - 綾乃
- 桃太郎侍（NTV / 東映）
  - 第160話「地獄に墜ちた福の神」（1979年） - おせん
  - 第190話「はぐれ女のいのち花」（1980年） - お紺
  - 第242話「二つの影のある男」（1981年） - おまち
- 服部半蔵 影の軍団 第6話「夜霧の港に消えた女」（1980年、KTV / 東映） - おその
- 斬り捨て御免! 第1シリーズ 第14話「江戸の怪盗流れ星」（1980年、12ch） - おかる
- 京都殺人案内シリーズ 第4作 - 第12作（1981年 - 1986年、ABC / 松竹） - 居酒屋の女将・菊子
- 江戸の朝焼け 第24話「風車の女」（1981年2月26日、CX） - おこう
- 時代劇スペシャル / 隠密くずれⅡ 地獄の子守唄（1982年、CX） - おとよ
- 時代劇スペシャル / 紫頭巾 京洛の大粛正（1982年、CX） - あやめ太夫
- 遠山の金さん 第1シリーズ 第11話「鉄火肌! 美しき尼僧」（1982年、ANB / 東映）※ 高橋英樹版
- ザ・ハングマン（ABC / 松竹芸能）
  - ザ・ハングマン6（1987年） - アイリス（立花愛）
  - ハングマンGOGO （1987年） - アイリス（立花愛）
- 土曜ワイド劇場 / 能登半島婚約旅行殺人事件（1988年、ANB / C.A.L） - イネコ
- 火曜サスペンス劇場 / 浅見光彦ミステリー3・佐渡伝説殺人事件（1988年、NTV） - 小林みち子
- 徳川家康（1988年、TBS / 東映） - はやの
- 続・三匹が斬る! 第2話「雇われの三日亭主で剣難女難!」（1988年、ANB / 東映） - しの
- 翔んでる!平賀源内全20話（1989年、TBS / C.A.L） - お葉
- 炎の旅路（1990年、THK / にっかつ撮影所）
- 武田信玄（1991年、TBS / 東映） - 恭雲院
- はぐれ刑事純情派 第4シリーズ 第2話「夫を警察に売った人妻」（1991年、ANB / 東映） - 松田豊子

### テレビドラマ
- 開化探偵帳（1968年、NHK総合）
- 見合い恋愛 (1969年、NTV）
- ある美人の一生（1969年、CX）
- ライオン奥様劇場「続・下町育ち」（1970年、CX /NMC） - 美沙子
- 星の夜のテラス（1970年、NHK総合）
- お荷物小荷物（1970年、ABC）
- だいこんの花 第1シリーズ（1970年、NET）
- おちゃの子さいさい（1971年、CX）
- 黄色いトマト（1973年、NET）
- 大河ドラマ / 元禄太平記（1975年、NHK総合） - お艶
- ムー 第9話　（1977年、TBS） - 千代丸
- ムー一族　（1978年、TBS）
- おやじのヒゲ10（1991年、TBS / オフィス・ヘンミ） - 三好多恵子
- 七人の女弁護士 第5話「過去からの殺人者!離婚妻へ恐怖の匿名電話が…」（1991年、ANB） - 大林貴子
- ふたたび、兄貴に乾杯!（1992年、TBS / オフィス・ヘンミ） - 泰代

### 舞台
- 女沢正あほんだら一代（1970年）
- 庖丁（1972年）
- 夫婦坂（1976年）
- 大川橋蔵特別公演（1980年）
- 納涼必殺まつり（1981年 - 1986年、京都南座）
- 里見浩太朗特別公演「浮さま乱れ舞／長七郎江戸日記」
- 水戸黄門
- 北島三郎特別公演「男の情炎」
- 森進一特別公演「伝七捕物帳」（1991年）

### バラエティー番組
- 欽ちゃんのどこまでやるの!（1984年、テレビ朝日）-トークゲスト
- 三枝の愛ラブ!爆笑クリニック（1984年 - 1985年、KTV） - 4代目アシスタント
- わいわいスポーツ塾（1987年 - 1989年、TBS）

### ラジオ
- 鮎川いずみ人間大好き（ラジオ日本）
- 鮎川いずみのいろいろ大好き
- アレスコタイム・鮎川いずみのお茶の間百科

### CM
- ケイビー - チルドフライ（1984年）
- アデランス
- 旭松食品 - あさひ豆腐

## ディスコグラフィ
※ いずれもCBSソニー（現・ソニー・ミュージックレコーズ）から、7インチレコードで発売。

### シングル
| 発売日                     | 規格品番  | 面 | タイトル     | 作詞       | 作曲     | 編曲               |
| -------------------------- | --------- | -- | ------------ | ---------- | -------- | ------------------ |
| 1982年（昭和57年）10月21日 | 07SH-1231 | A  | 冬の花       | 石坂まさを | 平尾昌晃 | 竜崎孝路           |
| 1982年（昭和57年）10月21日 | 07SH-1231 | B  | 小さな罠     | 石坂まさを | 平尾昌晃 | 竜崎孝路           |
| 1983年（昭和58年）9月      | 07SH-1405 | A  | 花の涙       | 中西冬樹   | 平尾昌晃 | 竜崎孝路           |
| 1983年（昭和58年）9月      | 07SH-1405 | B  | 夢おんな     | 中西冬樹   | 平尾昌晃 | 中村啓二郎         |
| 1985年（昭和60年）11月21日 | 07SH-1718 | A  | 女は海       | 京本政樹   | 京本政樹 | 京本政樹・大谷和夫 |
| 1985年（昭和60年）11月21日 | 07SH-1718 | B  | 昨日までの影 | 京本政樹   | 京本政樹 | 大谷和夫           |